# Alleanza Progressista Unita
L'Alleanza Progressista Unita (in inglese United Progressive Alliance) è una coalizione di centro-sinistra al potere in India tra il 2004 e il 2014, in sostegno al governo guidato da Manmohan Singh.

## Storia
Il presidente della coalizione era Sonia Gandhi, donna politica indiana di origine italiana che è anche presidente del Congresso Nazionale Indiano, il maggior partito della coalizione a cui appartiene anche l'ex primo ministro Manmohan Singh.

## Partiti membri
I partiti che formano la coalizione sono:
1. Partito del Congresso Indiano, (INC) socialdemocratici;
2. Partito Nazionale del Popolo, (RJD) populisti;
3. Conferenza del Progresso Dravida, (DMK) socialdemocratici;
4. Partito del Congresso Nazionalista, (NCP) populisti-centristi;
5. Pattali Makkal Katchi, (PMK) socialdemocratici;
6. Jharkhand Mukti Morcha, (JMM) autonomisti;
7. Lok Janshakti Party, centristi;
8. Congresso del Kerala, regionalisti;
9. Lega Musulmana dell'Unione Indiana, islamisti;
10. Partito Democratico del Popolo del Jammu e Kashmir, regionalisti;
11. Partito Repubblicano dell'India (Athvale), centristi;
12. All India Majlis-e-Ittehadul Muslimeen, islamisti.